# آلبرت گاترسون
آلبرت گاترسون (انگلیسی: Albert Gutterson؛ ۲۳ اوت ۱۸۸۷ – ۷ آوریل ۱۹۶۵) ورزشکار پرش طول اهل ایالات متحده آمریکا بود.
وی در مسابقات کشوری و بین‌المللی در مجموع برندهٔ ۱ مدال طلا شده‌است.